# Scleropodium touretii
Scleropodium touretii là một loài Rêu trong họ Brachytheciaceae. Loài này được (Brid.) L.F. Koch miêu tả khoa học đầu tiên năm 1949.